# Tyri Station
Tyri Station (Tyri stoppested) var en jernbanestation på Sørlandsbanen, der lå i Nome kommune i Norge.
Stationen blev oprettet som holdeplads 2. december 1927, da banen blev forlænget fra Lunde til Neslandsvatn. Den blev nedgraderet til trinbræt 1. december 1969 og nedlagt 1. januar 1989.
Stationsbygningen blev tegnet af Gudmund Hoel og Bjarne Friis Baastad ved NSB Arkitektkontor og er som udgangspunkt af samme type som Veggli Station. Bygningen er solgt fra til private.